# Voltron: The Third Dimension
Voltron: The Third Dimension (in Italia Voltron) è una serie televisiva statunitense d'animazione in computer grafica, concepita nello stesso stile delle serie Beast Wars e ReBoot. L'animazione si ispira all'originale serie di Voltron, con comunque alcune modifiche, come ad esempio l'aspetto fisico del principe Lotor (ora doppiato da Tim Curry, come sostituto di Lennie Weinrib). Prodotto dalla World Events Productions, lo spettacolo è stato animato dalla Mike Young Productions. La serie ha vinto un Daytime Emmy 1999 Outstanding Sound Editing. I doppiari Neil Ross, Michael Bell e BJ Ward ripresero i ruoli di Keith, Lance e la principessa Allura.

## Trama
Il male minaccia la sicurezza della galassia. Il maniacale principe Lotor, fuggito dalla sua prigione nello spazio profondo, ha formato una alleanza segreta con la misteriosa strega Haggar per distruggere tutto ciò che è buono. Con la fuga di Lotor, l'eroica Voltron Force si rende che conto che c'è bisogno di nuovo del loro aiuto. Grazie ai loro leoni robot, gli esploratori spaziali devono ancora formare il potente robot chiamato Voltron per proteggere l'universo da Procyon e Haggar delle forze del male.

## L'edizione italiana
In Italia nel 2004 venne inizialmente trasmessa su Italia 1 nella fascia mattutina per poi essere replicata sul canale satellitare Italia Teen Television.

### Personaggi e doppiatori
- Keith (Paolo Sesana e Gianluca Iacono)
- Hunk (Luca Bottale)
- Pidge (Luigi Scribani)
- Lance (Patrizio Prata)
- Principessa Aurora (Marisa Della Pasqua)
- Consigliere Koran (Stefano Albertini)

## Episodi
| nº               | Titolo inglese                 | Titolo italiano                       | Prima TV USA      | Prima TV Italia (ITT) |
| ---------------- | ------------------------------ | ------------------------------------- | ----------------- | --------------------- |
| Prima stagione   |                                |                                       |                   |                       |
| 1                | Escape from Bastille-12        | Fuga da Bastiglia-12                  | 12 settembre 1998 | 9 agosto 2004         |
| 2                | Red Lion Breaks Loose!         | Leone Rosso in missione               |                   | 10 agosto 2004        |
| 3                | Building the Forces of Doom    | Le Forze Doom si riorganizzano        |                   | 11 agosto 2004        |
| 4                | Lost Souls                     | Anime perdute                         |                   | 12 agosto 2004        |
| 5                | A Rift in the Force            | Trappola sul pianeta Geo              |                   | 13 agosto 2004        |
| 6                | Shades of Gray                 | Il Leone Grigio                       |                   | 14 agosto 2004        |
| 7                | Bride of the Monster           | La sposa di Lotor                     |                   | 15 agosto 2004        |
| 8                | Dominus                        | La follia di Kaith                    |                   | 16 agosto 2004        |
| 9                | Voltron Vs. Dracotron          | Il cucciolo di Lotor                  |                   | 17 agosto 2004        |
| 10               | Descent into Madness           | Incubi                                |                   | 27 agosto 2004        |
| 11               | Pidge Gets Iced                | Pidge e il ghiaccio tonante           |                   | 20 agosto 2004        |
| 12               | Dark Heart                     | Una principessa coraggiosa            |                   | 19 agosto 2004        |
| 13               | The Big Lie                    | La grande menzogna                    |                   | 21 agosto 2004        |
| 14               | The Trial of Voltron           | Il processo                           |                   | 2 settembre 2004      |
| 15               | The Troika Moons               | Universi paralleli                    |                   | 1 settembre 2004      |
| 16               | Biography: The Voltron Force   | Uno special sulla Forza Voltron       |                   | 3 settembre 2004      |
| 17               | Queen Ariella                  | La regina Ariella                     |                   | 23 agosto 2004        |
| Seconda stagione |                                |                                       |                   |                       |
| 1 (18)           | The Voltron Force Strikes Back | La Forza Voltron non si arrende       |                   | 24 agosto 2004        |
| 2 (19)           | Stealth Voltron                | I cinque draghi                       |                   | 18 agosto 2004        |
| 3 (20)           | Gladiators                     | I gladiatori                          |                   | 28 agosto 2004        |
| 4 (21)           | Dominus Goes Home              | Dominus torna a casa                  |                   | 30 agosto 2004        |
| 5 (22)           | The Hunter                     | Il cacciatore                         |                   | 31 agosto 2004        |
| 6 (23)           | Consider the Alternatives      | L’ultimatum                           |                   | 22 agosto 2004        |
| 7 (24)           | Mind Games                     | Giochi mentali                        |                   | 25 agosto 2004        |
| 8 (25)           | Raid on Galaxy Garrison        | Spedizione alla Guarnigione Galattica |                   | 26 agosto 2004        |
| 9 (26)           | Castle Doom Dead Ahead         | Il segreto di monte Artiglio          | 19 febbraio 2000  | 29 agosto 2004        |